# (16442) 1989 GM1
A (16442) 1989 GM1 a Naprendszer kisbolygóövében található aszteroida. Eric Walter Elst fedezte fel 1989. április 3-án.